# Holubkove, Novomîkolaiivka
Holubkove (în ucraineană Голубкове) este localitatea de reședință a comunei Holubkove din raionul Novomîkolaiivka, regiunea Zaporijjea, Ucraina.

## Demografie
Componența lingvistică a localității Holubkove
     Ucraineană (85,11%)
     Rusă (14,89%)
Conform recensământului din 2001, majoritatea populației localității Holubkove era vorbitoare de ucraineană (85,11%), existând în minoritate și vorbitori de rusă (14,89%).